# Hardthöhenkurier
Der Hardthöhenkurier – Das Magazin für Soldaten und Wehrtechnik (HHK) ist eine deutsche militärische Fachzeitschrift. Sie erscheint im Mittler Report Verlag GmbH mit Sitz in Bonn.
Namensgebend für das Magazin war die Bonner Hardthöhe, der erste Dienstsitz des Bundesministeriums der Verteidigung. Zunächst wurde der Hardthöhenkurier von der Unteroffizier-Kameradschaft im Bundesministerium der Verteidigung e. V. (UK-BMVg) und später von Klaus Karteusch herausgegeben. Der Zusatz „und Wehrtechnik“ kam später hinzu. Eine Ausgabe umfasst meist gut 100 Seiten. Regelmäßige Rubriken der Zeitschrift sind seit der Ausgabe 5/2019 Politik, Bundeswehr, Neuigkeiten, Wehrtechnik und Service. Die Ausgaben seit 2012 sind auf der Homepage vereinzelt frei verfügbar.